# Tsinga (peuple)
Pour les articles homonymes, voir Tsinga.
Les Tsinga sont une population du Cameroun, vivant au sud de la région du Centre, notamment dans le département de la Méfou-et-Akono. Ils font partie du grand groupe des Beti et sont proches des Batschenga.

## Langue
Ils parlent un dialecte du tuki (ou bacenga, baki, batchenga, betsinga, betzinga, ki, oki, osa nanga, sanaga), une langue bantoue.